# Melanargia auricoma
Melanargia auricoma är en fjärilsart som beskrevs av Hans Fruhstorfer 1916. Melanargia auricoma ingår i släktet Melanargia och familjen praktfjärilar. Inga underarter finns listade i Catalogue of Life.